# Força Aérea do Exército de Libertação Popular
A Força Aérea do Exército de Libertação Popular (FAELP) (chinês tradicional: 中國人民解放軍空軍, chinês simplificado: 中国人民解放军空军), também conhecida como Força Aérea Chinesa (中国空军) ou Força Aérea Popular (人民空军), é a força aérea das Forças Armadas da República Popular da China. A FAELP foi oficialmente estabelecida em 11 de novembro de 1949 e é composta por 5 ramos que são aviação, artilharia antiaérea, mísseis terra-ar, radar e o Corpo Paraquedista.
A FAELP teve seu batismo de fogo na Guerra da Coréia contra os Estados Unidos, fazendo o uso notável do caça à jato MiG-15; aeronave fornecida pela União Soviética, e que também ajudou na expansão da indústria aeroespacial chinesa. Mudanças na organização da FAELP, seguidas por programas de modernização na década de 1990 e aumento do desenvolvimento de tecnologia no século 21, criaram o caça multi-função furtivo J-20, o primeiro desse tipo na China.

## História

### Da Guerra da Coréia à Divisão Sino-Soviética

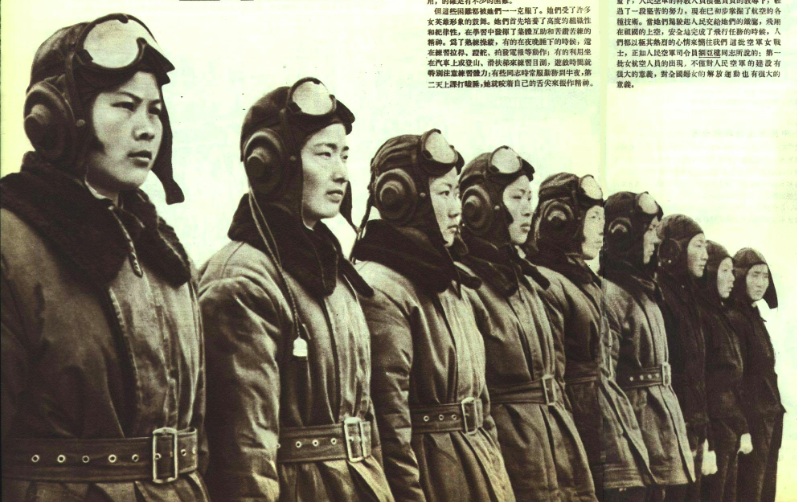
A primeira turma de pilotos do sexo feminino da Força Aérea do Exército de Libertação Popular Chinês, 1952.

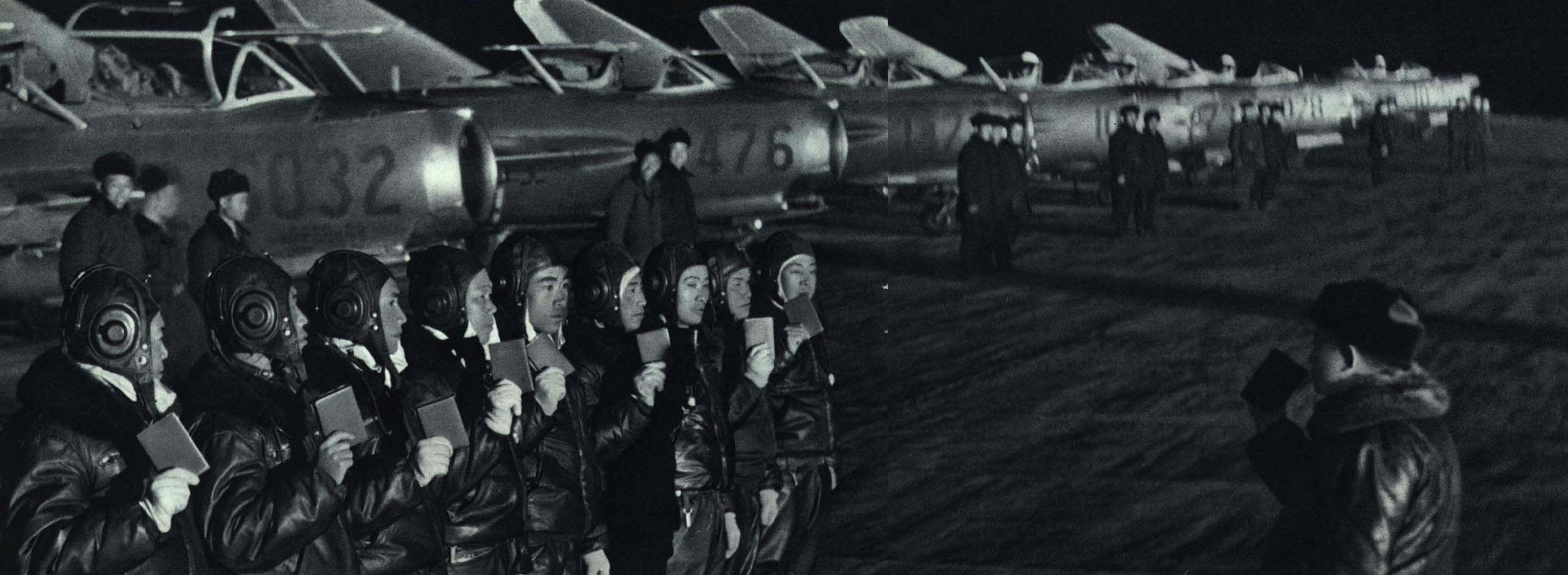
Pilotos da FAELP em 30 de outubro de 1967.

A primeira unidade aérea organizada do Exército de Libertação Popular (ELP) foi formada em julho de 1949 no Aeroporto de Pequim Nanyuan. Consistia em seis P-51 Mustang, dois Mosquitos e dois PT-19. Em 25 de outubro de 1949, Liu Yalou foi nomeado chefe da força aérea do Exército de Libertação Popular. Em 11 de novembro, o comando da força aérea foi oficialmente formado a partir da sede do 14º Bingtuan (Exército) de Liu Yalou. O processo foi auxiliado pela significativa assistência soviética.
A força aérea expandiu-se rapidamente durante a Guerra da Coréia. Duas brigadas foram criadas em 1950, mas dissolvidas no início da década de 1950 e substituídas por divisões; ambas com regimentos subordinados. Durante a guerra, 26 divisões e um número menor de regimentos e escolas independentes, foram criados por transferências de pessoal do exército; a força aérea herdou a organização do exército e foi comandada por oficiais do exército. No início de 1954, havia 28 divisões, com 70 regimentos e cinco regimentos independentes operando 3.000 aeronaves. Os soviéticos forneceram aeronaves Mikoyan-Gurevich MiG-15 (J-2 em serviço chinês), treinamento e suporte para o desenvolvimento da indústria de aviação doméstica. A Shenyang Aircraft Corporation construiu o treinador de dois lugares MiG-15UTI como o JJ-2, e durante a guerra fabricou vários componentes para manter os caças construídos pelos soviéticos. Em 1956, a República Popular estava montando cópias dos MiG-15 e oito anos depois estava produzindo o Shenyang J-5 (MiG-17) e o Shenyang J-6 (MiG-19) sob licença.
A FAELP emergiu da guerra como uma força de defesa aérea. O seu papel principal era apoiar o exército alcançando a superioridade aérea usando caças, radares e armas terrestres. Isso foi reforçado nas décadas de 1950 e 1960, quando as principais atividades da FAELP foram escaramuças com a Força Aérea da República da China perto do Estreito de Taiwan e interceptar aeronaves americanas. O papel do bombardeio foi negligenciado devido à subestimação do significativo poder aéreo durante a guerra; os chineses ficaram impressionados por terem sofrido mais baixas por fogo de solo do que por bombardeios. Da Guerra da Coreia à Guerra Sino-Vietnamita (1979), as missões de bombardeio da FAELP foram restringidas pela capacidade técnica e preocupações políticas com relação à possível escalada.
A década de 1960 foi um período difícil para a FAELP. A modernização e o desenvolvimento foram severamente impactados pelo caos político e econômico da Revolução Cultural, o Grande Salto Adiante e a divisão sino-soviética. A priorização de programas de mísseis e armas nucleares prejudicou a indústria da aviação, que declinou acentuadamente até 1963. Uma recuperação começou por volta de 1965, quando caças J-2, J-5 e alguns J-6 foram fornecidos ao Vietnã do Norte durante a Guerra do Vietnã. O desenvolvimento do Shenyang J-8, o primeiro caça doméstico da China, também foi iniciado na década de 1960.
Entre janeiro de 1954 e 1971, 22 divisões foram criadas para um total de 50.

## Aeronaves
| Aeronave                  | Origem                  | Tipo                        | Em Serviço              | Observações                                          |
| Bombardeiro Estrategico   | Bombardeiro Estrategico | Bombardeiro Estrategico     | Bombardeiro Estrategico | Bombardeiro Estrategico                              |
| ------------------------- | ----------------------- | --------------------------- | ----------------------- | ---------------------------------------------------- |
| Xian H-6                  | China                   | Bombardeiro Estrategico     | 120                     | Variante Licenciada do Tupolev Tu-16                 |
| Caça                      |                         |                             |                         |                                                      |
| Xian JH-7                 | China                   | Caça-Bombardeiro            | 69                      |                                                      |
| Chengdu J-7               | China                   | Caça                        | 388                     | Versão Lincenciada do MIG-21                         |
| Shenyang J-8              | China                   | Caça                        | 96                      |                                                      |
| Sukhoi SU-30 MKK          | Russia                  | Caça de Superioridade Aerea | 76                      |                                                      |
| Sukhoi SU-35              | Russia                  | Caça de Superioridade Aerea | 24                      |                                                      |
| Chengdu J-10              | China                   | Caça Multiuso               | 468                     |                                                      |
| Shenyang J-11             | China                   | Caça de Superioridade Aerea | 450                     | Versão Lincenciada do SU-27                          |
| Shenyang J-16             | China                   | Caça de Ataque              | 150+                    |                                                      |
| Chengdu J-20              | China                   | Caça de Quinta Geração      | 150                     |                                                      |
| AWACS                     |                         |                             |                         |                                                      |
| KJ-200                    | China                   | Avião de Alerta Antecipado  | 4                       | Versão Chinesa do Ilyushin II-76                     |
| Shaanxi Y-8               | China                   | Avião de Alerta Antecipado  | 11                      |                                                      |
| Shaanxi Y-9               | China                   | Avião de Alerta Antecipado  | 14                      |                                                      |
| Reconhecimento            |                         |                             |                         |                                                      |
| Challenger 850            | Canada                  | SIGINT                      | 5                       |                                                      |
| KJ-200                    | China                   | Vigilancia                  | 1                       |                                                      |
| Guerra Eletrónica         |                         |                             |                         |                                                      |
| Y-8EW                     | China                   | Guerra Eletrónica           | 17                      |                                                      |
| Antonov An-30             | China                   | Guerra Eletrónica           | 3                       |                                                      |
| Tupolev Tu-154            | Russia                  | Guerra Eletrónica           | 8                       |                                                      |
| Transporte                |                         |                             |                         |                                                      |
| Xian Y-7                  | China                   | Transporte aereo            | 49                      |                                                      |
| Xian Y-20                 | China                   | Transporte aereo            | 17                      |                                                      |
| Xian MA60                 | China                   | Transporte aereo            | 9                       |                                                      |
| Shaanxi Y-8               | China                   | Transporte aereo            | 81                      |                                                      |
| Shaanxi Y-9               | China                   | Transporte aereo            | 23                      |                                                      |
| Ilyushin Il-76            | Russia                  | Transporte aereo            | 24                      |                                                      |
| Tupolev Tu-154            | Russia                  | Transporte aereo            | 2                       |                                                      |
| Abastecimento Aereo       |                         |                             |                         |                                                      |
| Ilyushin II-78MP          | Russia                  | Abastecimento Aereo         | 3                       |                                                      |
| Helicoptero               |                         |                             |                         |                                                      |
| MIL Mi-8                  | Russia                  | Helicoptero                 | 16                      |                                                      |
| Harbin Z-9                | China                   | Helicoptero de Ataque       | 15                      | Variante Chinesa do AS365 Dauphin                    |
| Changhe Z-8               | China                   | Helicoptero de Ataque       | 34                      | Variante Chinesa do Aérospatiale SA 321 Super Frelon |
| Treinamento e Ataque Leve |                         |                             |                         |                                                      |
| Hongdu JL-8               | China/Paquistão         | Treinamento                 | 170                     |                                                      |
| Sukhoi SU-27              | Russia                  | Ataque e Treinamento        | 39                      | Convertido em jato de treino                         |
| Xian Y-7                  | China                   | Treinamento                 | 13                      | Versão do Xian H-6 de treinamento                    |
| Chengdu J-7               | China                   | Treinamento                 | 35                      | Versão de Treinamento tambem chamada de JJ-7         |
| Patrulha Maritima         |                         |                             |                         |                                                      |
| Boeing 737                | Estados Unidos          | Patrulha/Transporte         | 2                       |                                                      |

## Fotos

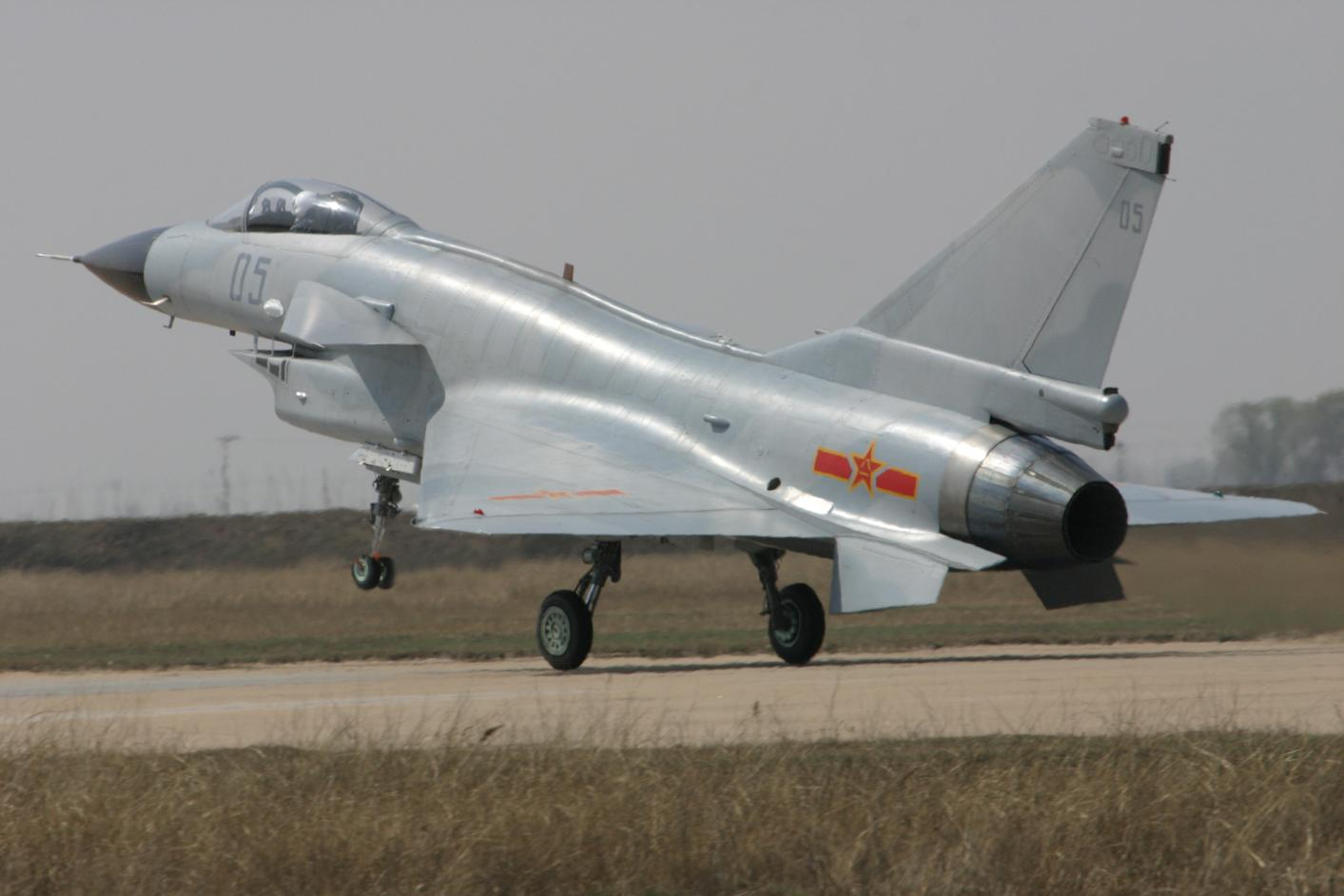
Um caça Chengdu J-10 chinês.
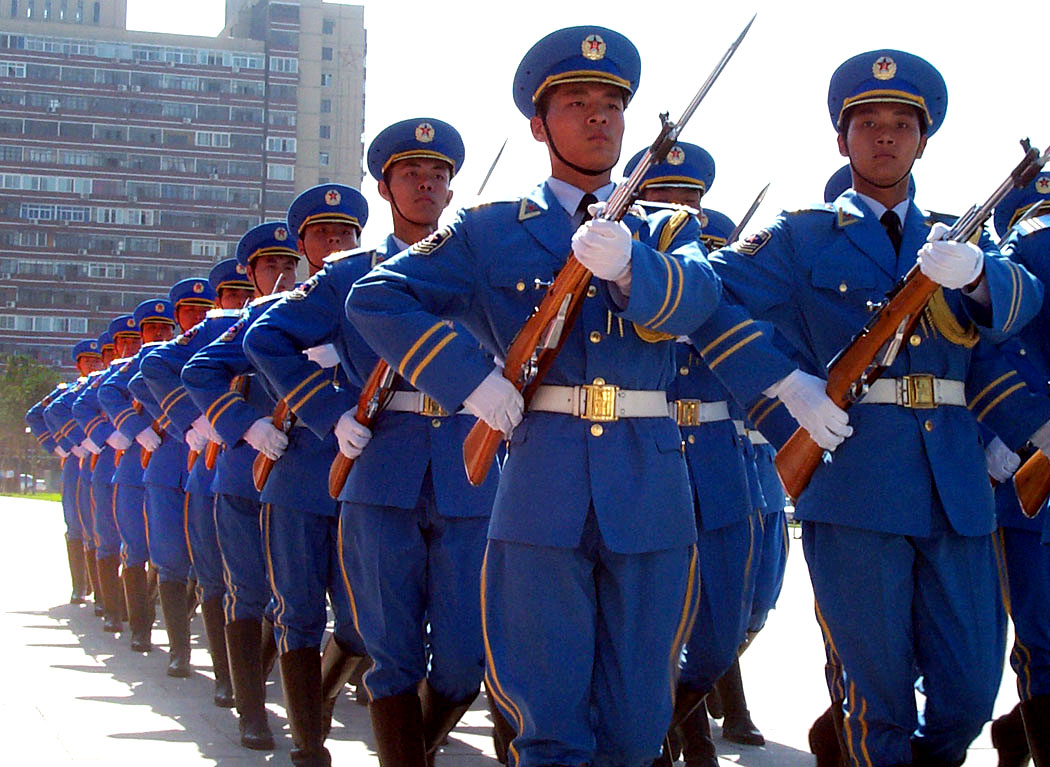
Militares da força aérea chinesa.
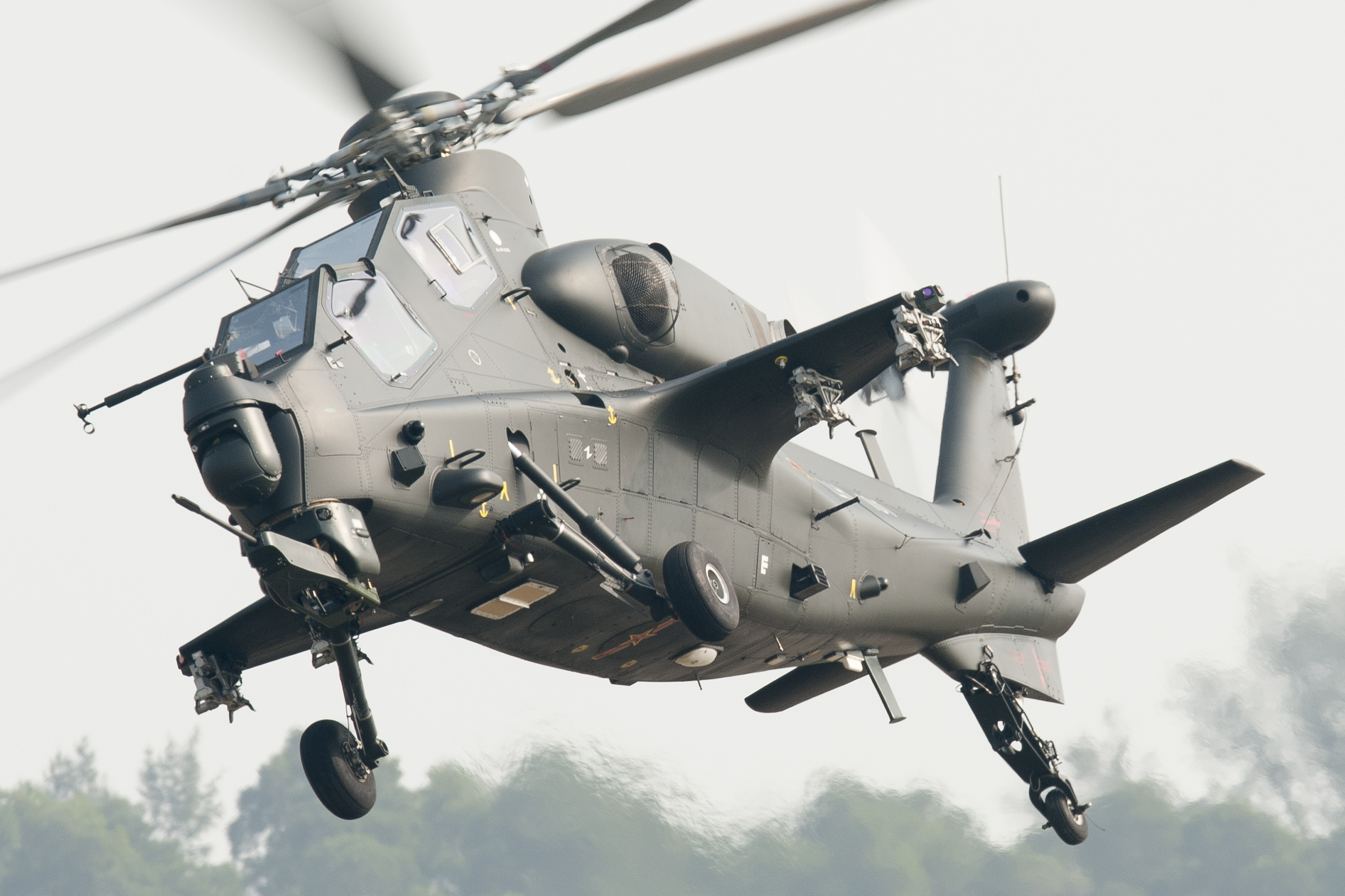
Um CAIC Z-10, de fabricação chinesa.
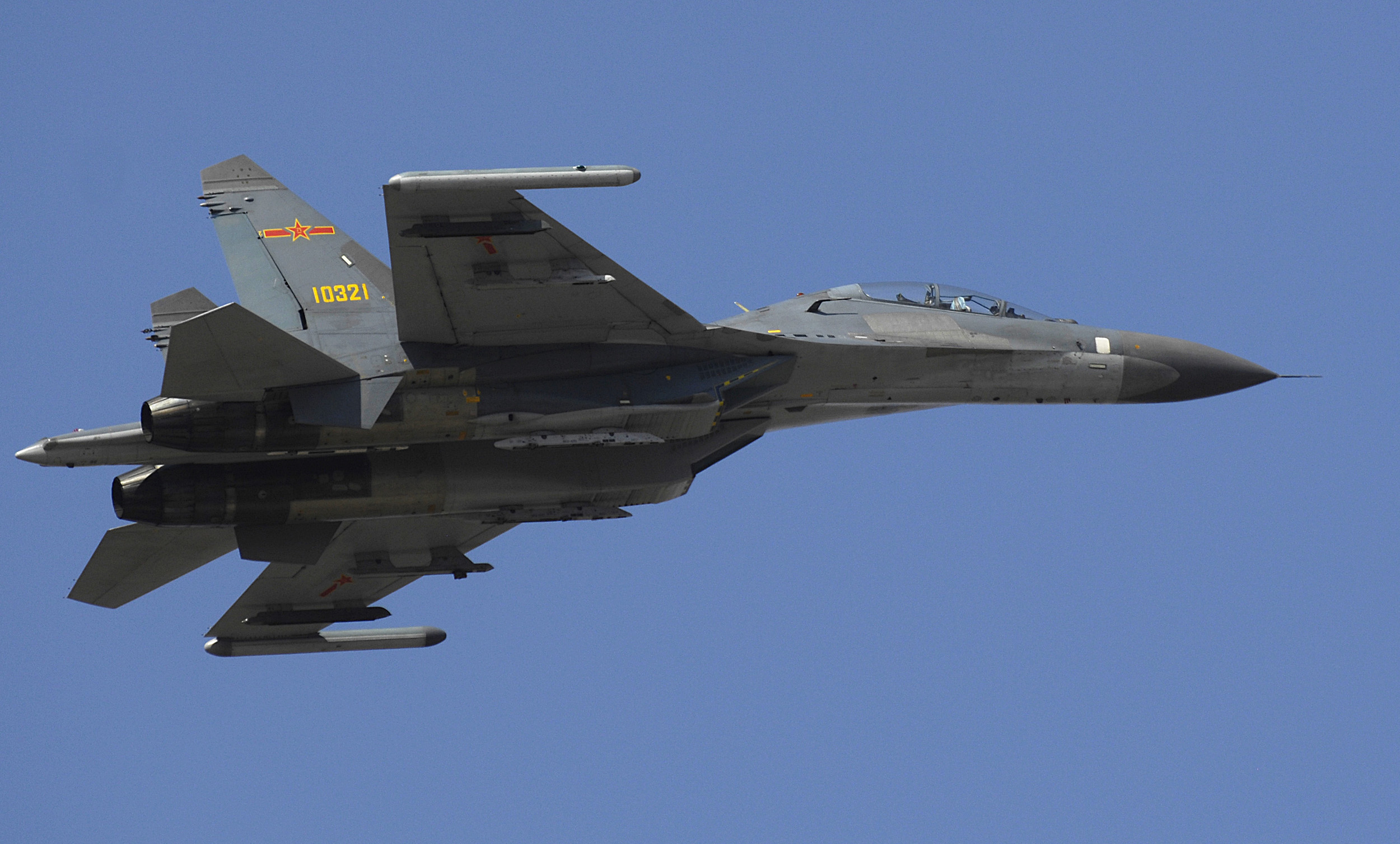
Um caça de combate Su-27 chinês.
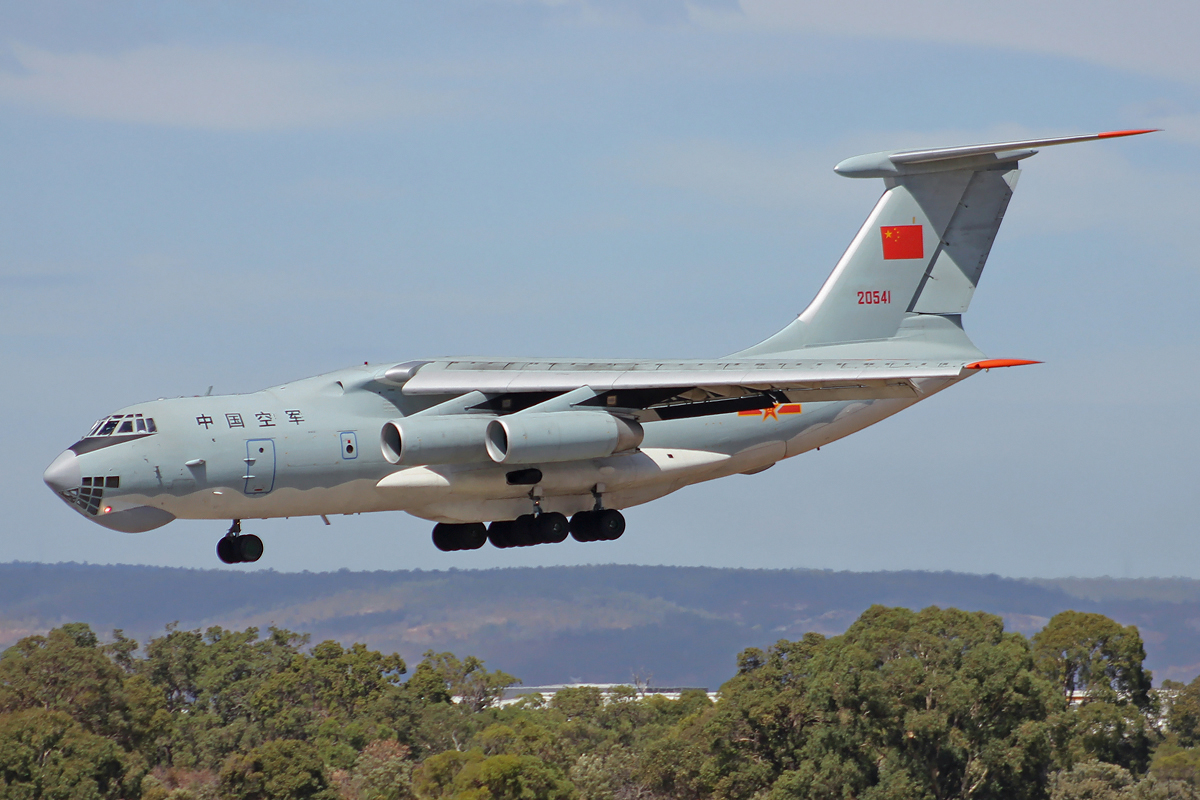
Um Ilyushin Il-76 da China.
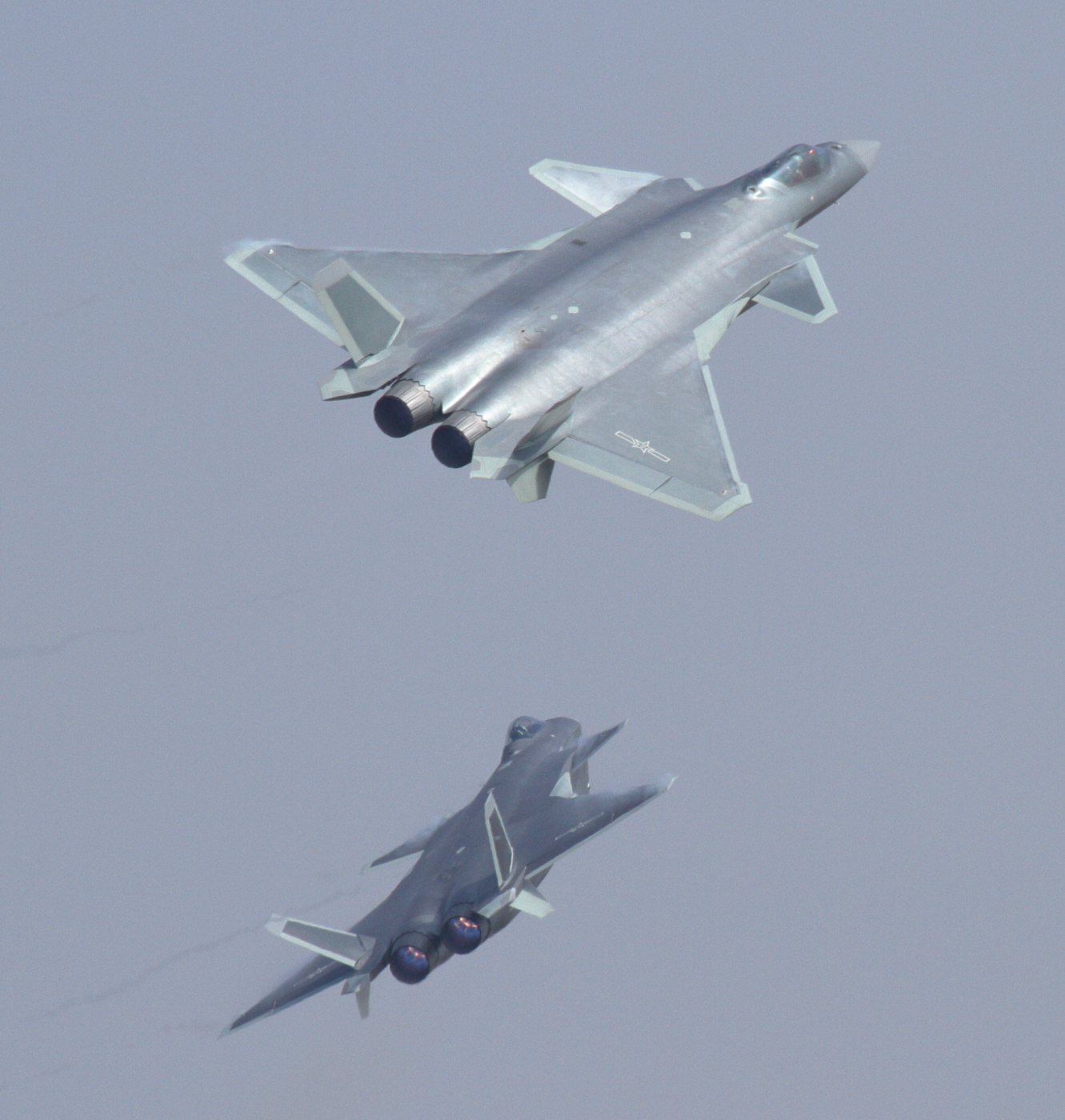
Caças J-20 da força aérea chinesa.